# Agroathelia
Agroathelia é um gênero fúngico que atualmente consiste em uma espécie difundida e duas outras. Agroathelia rolfsii [en], a espécie-tipo, causa doenças graves em culturas agrícolas como tomates, batatas, amendoins, pimentões e batatas-doces, entre muitos outros hospedeiros. É mais conhecida pelos nomes Sclerotium rolfsii ou Athelia rolfsii.
Agroathelia coffeicola [en], também conhecida como Sclerotium coffeicola, infecta folhas e grãos de café na América do Sul e em várias outras plantas na América Central e no Caribe, enquanto Agroathelia delphinii [en], também conhecida como Sclerotium delphinii, ataca numerosas plantas, incluindo Delphinium, da qual recebeu o nome.
Agroathelia é um membro da ordem Amylocorticiales em vez da ordem Atheliales, onde havia sido colocado anteriormente. O gênero é caracterizado pela produção de escleródios acastanhados, do tamanho de sementes de mostarda ou maiores, com células corticais em forma de poliedro que são diagnósticas. Eles têm basídios clavados com 4 esporos, basidiósporos elipsoides não amiloides e um himénio liso. Os basídios raramente são observados na natureza.

## Etimologia
Agro- (grego, agrós, "campo") e Athelia [en] (um gênero de fungos corticioides), em referência à sua semelhança com o gênero de fungos corticioides, Athelia, e sua ocorrência em campos agrícolas.

## Espécies
- Agroathelia coffeicola [en]
- Agroathelia delphinii [en]
- Agroathelia rolfsii [en]